# Louisa Hutton
Louisa Hutton (* 1957 in Norwich, Vereinigtes Königreich) ist eine britische Architektin. Sie ist Gründungspartnerin des Architekturbüros Sauerbruch Hutton.

## Biografie
Louisa Hutton ist die jüngste von vier Geschwistern, ihr Vater war Bauer, der Getreide anbaute. Ihr Vater wurde im Krieg durch Friendly fire schwer verletzt. Sie studierte bis 1980 Architektur an der University of Bristol, anschließend bis 1985 der AA School of Architecture in London, wo sie auch lehrend tätig war. Von 1984 bis 1988 arbeitete sie bei Alison Smithson und Peter Smithson. Im Jahre 1989 gründete Hutton zusammen mit Matthias Sauerbruch das Büro Sauerbruch Hutton in London. 
Mit dem Wettbewerbsgewinn für das GSW-Hochhaus zog das Büro 1992 nach Berlin um. Seitdem hat das Büro europaweit zahlreiche Projekte realisiert, darunter das Umweltbundesamt in Dessau und das Museum Brandhorst in München, die Erweiterung der Experimenta in Heilbronn sowie das Museumsquartier M9 in Venedig Mestre.
Im Jahre 2005 hatte Louisa Hutton eine Gastprofessur an der University of Virginia inne. Von 2005 bis 2010 war sie Gastprofessorin an der Harvard Graduate School of Design. Louisa Hutton ist Kuratoriumsmitglied der Erich-Schelling-Architekturstiftung, Honorary Fellow des American Institute of Architects sowie des Royal Institute of the Architects of Ireland RIAI (seit 2019) und Royal Academician der Royal Academy of Arts.